# Takalik Abaj
Takalik Abaj ili Tak'alik Ab'aj (quiché mayanski za „Stojeći kamen”), je veliki pretkolumbovski olmečki i majanski arheološki lokalitet drevnog naselja Kooja; danas Nacionalni arheološki park u općini El Asintal, u departmanu Retalhuleu, na pacifičkoj obali južne Gvatemali.
Njegova 1700-godišnja povijest (od 800. pr. Kr. do 900. god.) obuhvaća razdoblje koje je svjedočilo prijelazu iz olmečke civilizacije u pojavu rane majanske kulture. Tak'alik Ab'aj imao je primarnu ulogu u tom prijelazu, dijelom i zato što je bio ključan za trgovačku rutu na velike udaljenosti koja je povezivala prevlaku Tehuantepec u današnjem Meksiku s današnjim El Salvadorom. Ideje i običaji opsežno su se dijelili duž ove rute. Sveti prostori i građevine raspoređeni su prema kozmološkim načelima arheoastronomije, a mogu se pronaći inovativni sustavi upravljanja vodama, keramika i lapidarna umjetnost. Danas autohtone skupine različitih pripadnosti i dalje smatraju to mjesto svetim i posjećuju ga kako bi obavljale rituale. Zbog toga je Nacionalni arheološki park Tak'alik Ab'aj upisan na UNESCO-ov popis mjesta svjetske baštine u Sjevernoj Americi 2023. godine.

## Povijest i odlike
Takalik Abaj se prostire na pet plantaža kave u podnožju planinskog lanca Sierra Madre u Chiapasu, na zapadu omeđen rijekom Nimá, a na istoku rijekom Ixchayá, koje obje izviru u gvatemalskom gorju.
Gradska jezgra pokrivala je radijus od otprilike 6,5 km², gdje se još uvijek može vidjeti oko 80 važnih građevina i više od desetak trgova. Od otkrića na tom je mjestu pronađeno više od dvjesto kamenih stela. 
Na njegovu arhitekturu uvelike su utjecali Olmeci tijekom srednjeg predklasičnog razdoblja, a kasnije je razvila majanske značajke.
Postoji malo nalazišta koja razumiju „prijelazne” procese i promjene između obje kulture, rane olmečke civilizacije i klasične Maje. U Meksiku (Izapa, La Venta, Chiapa de Corzo, između ostalih) i u Gvatemali (Kaminaljuyu, Takalik Abaj, El Baúl)), dijele neke od karakteristika koje nam omogućuju razumijevanje razvoja predhispanske Mezoamerike
Skulpture u olmečkom stilu pronađene su u Takalik Abaju, uključujući moguću kolosalnu glavu, petroglife i druge nalaze. Lokalitet ima jednu od najvećih koncentracija skulptura u olmečkom stilu izvan Meksičkog zaljeva.
Takalik Abaj predstavlja također prvi procvat majanske kulture, koji se dogodio oko 400. godine prije Krista, a mnumentalna arhitektura i dugi niz skulptura u raznim stilovima ukazuju na važnost lokaliteta.
Količina i raznolikost kamenih skulptura, u kombinaciji s dokazima napretka u ranom pisanju, matematici i kalendarskim sustavima pronađenim na lokalitetu, od predklasičnog razdoblja nadalje, odražavaju bogatstvo i raznolikost kulturnih izraza koji su rezultat kontakta s udaljenim narodima i kulturama. 
Nakon napuštanja oko 900. godine nove ere, lokalitet je zarastao gustom vegetacijom, a u novije vrijeme stvorene su plantaže kave, kaučukovca i šećerne trske, ali one ne dosežu arheološke razine u tlu. Iskapanja nakon otkrića Gustava Bruhla 1888. god. su otkrila uglavnom netaknute ostatke (zgrade, skulpture i artefakti) koji nisu bili dirani prije iskapanja.
Danas autohtone skupine dvadeset dvije različite majanske jezične pripadnosti i dalje smatraju nalazište svetim mjestom i posjećuju ga kako bi obavljali rituale. Kontinuirano korištenje imanja kao mjesta hodočašća za autohtone duhovne vodiče (Ajq'ijab') pojačava autentičnost arheološkog parka.
- Artefakti od opsidijana iskopani u Takalik Abaju, uključujući jezgre i prizmatične oštrice.
- Stela 5 (oko 126. god.) i Oltar 8 u ranom majanskom stilu.
- Stela 5 s datumom (oko 126. god.) koji je okružen vladarima, vjerojatno simbolizirajući prijenos moći s jednog kralja na drugog.
- Struktura 12, koja datira iz ranog klasičnog razdoblja.
- Kameni kanal za odvodnju kišnice s građevine 7 (kasnoklasično razdoblje).
- Stubište koje vodi do terase 3 s trbušastim skulpturama koje su još uvijek na svojim izvornim mjestima
- Skulptura s trbušastim dijelom u Takalik Abaju vjerojatno datira iz kasnog predklasičnog razdoblja.
- Struktura 5.
- Oltar 48, skulptura u ranom majanskom stilu.
- Spomenik 66 koji je oblikovan poput krokodilske glave.
- Spomenik 215, donji dio dijela skulpture Cargador del Ancestro
- Stela 14.
- Ranoklasična cilindrična polikromirana posuda.
- Glava s postklasične keramičke figurice.

## Vanjske poveznice
|  | Zajednički poslužitelj ima još gradiva o temi Takalik Abaj |

- Parque Arqueológico Nacional Tak'alik Ab'aj (Abaj Takalik) (službene stranice) (šp.)
- Facebook stranica Nacionalnog arheološkog parka Tak'alik Ab'aj (engl.)